# Shūhei Matsubara
Shūhei Matsubara (松原 修平 Matsubara Shūhei?, Hakodate, Hokkaidō, 11 de agosto de 1992) es un futbolista japonés que juega como guardameta en el Mito HollyHock de la J2 League.

## Trayectoria

### Clubes
| Club                       | País  | Año       |
| -------------------------- | ----- | --------- |
| Fagiano Okayama            | Japón | 2011-2016 |
| Kamatamare Sanuki          | Japón | 2017      |
| Thespakusatsu Gunma        | Japón | 2018      |
| Shonan Bellmare            | Japón | 2019      |
| Thespakusatsu Gunma        | Japón | 2020-2021 |
| Kyoto Sanga                | Japón | 2022      |
| Hokkaido Consadole Sapporo | Japón | 2022-2023 |
| Mito HollyHock             | Japón | 2024-     |